# Ochakov (1973)
El Ochákov fue un crucero clase Kara (Kara-class cruiser) de la Armada de Rusia. Pasó a estar en condición no operacional desde principios de la década de 2000, permaneciendo estacionado entre la Flota del Mar Negro rusa hasta marzo de 2014, cuando el buque fue hundido para crear un bloqueo naval.

## Historia

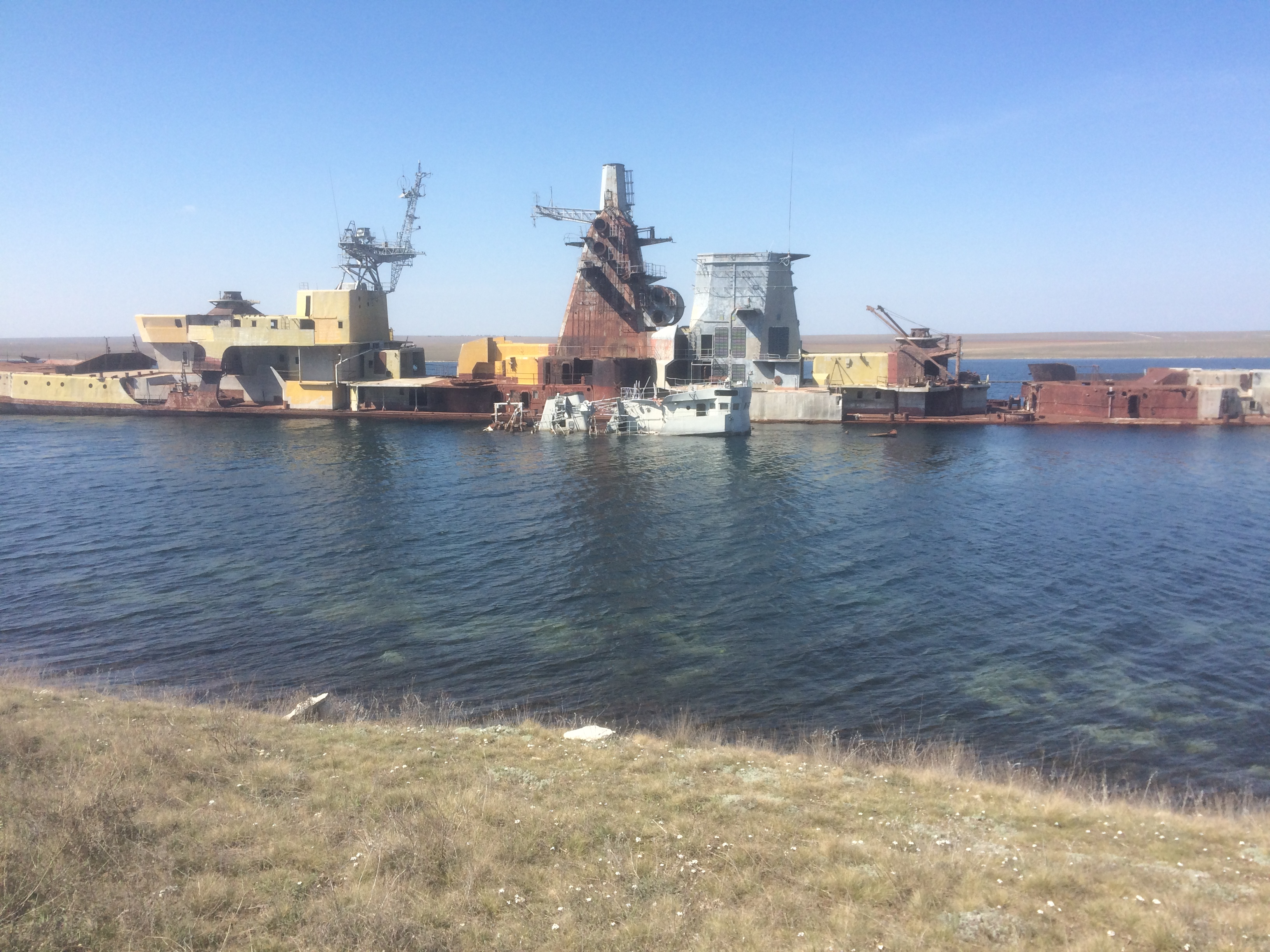
Ochakov en el 2017 en el depósito de chatarra.

Puesto en grada el 19 de diciembre de 1969 en los Astilleros Nikoláyev, botado el 30 de abril de 1971 y finalmente asignado el 4 de noviembre de 1973. Su construcción fue parte de una serie de un total de siete cruceros que iniciaba con el Nikoláyev. El buque fue producido por los astilleros 61 Comuneros (Shipyard named after 61 Communards) en Mykoláiv (entonces Nikoláyev).
Desplazaba 8565 t con carga completa. Tenía una eslora total de 173,4 m, una manga de 18,5 m y un calado de 5,32 m. Estaba propulsado por un sistema COGOG —combinado gas o gas— compuesto por cuatro turbinas de gas, dos de 30 000 shp y dos de 6000 shp, que lo movían a 32 nudos de velocidad.
En 2000, el barco fue retirado para hacerle modificaciones y reparaciones. En 2008, fue estacionado en Sevmorzavod.
El 20 de agosto de 2011, la bandera naval del Ochákov fue retirada y el buque preparado para ser vendido como chatarra.
El 6 de marzo de 2014, durante la Crisis de Crimea de 2014, marineros rusos hundieron el Ochákov en la entrada de la bahía de Donuzlav (cerca de la Base Naval Austral), para prevenir la llegada a la zona de navíos de la flota ucraniana.